# عين اللوح
عين اللوح هي جماعة ترابية جبلية تابعة لإقليم إفران بالأطلس المتوسط في جهة فاس مكناس بالمغرب. بلغ مجموع عدد سكان  عين اللوح حسب إحصاء 2014 حوالي 4700 نسمة،يعيشون في 1071 أسرة، في حين يبلغ عدد سكان مركز جماعة عين اللوح لوحده 4966 نسمة. تضم الجماعة 9 دوارا تنتمي لأربع مشيخات.

## النمو الديموغرافي
بلغ مجموع عدد سكان جماعة عين اللوح حسب إحصاءات 2014 حوالي 4700 نسمة،يعيشون في 1071 أسرة، في حين يبلغ عدد سكان مركز جماعة عين اللوح لوحده 4966 نسمة. تبلغ نسبة النشاط الصافي 45.00%، وتصل نسبة الفقر إلى 35.62%. تبلغ نسبة تمدرس الأطفال في الجماعة إلى 87.27%، ونسبة الأمية 57.04%. نسبة الأسر التي تتوفر على المياه الصالحة للشرب من الشبكة العمومية 0.19%، ونسبة الأسر المزودة بالكهرباء 58.26%، ونسبة الأسر المزودة بنظام الصرف الصحي عبر الشبكة العمومية 0.93%. نسبة الأسر التي تتوفر على الإنترنت 1.04%، ونسبة الأسر التي تتوفر على سيارة 7.18%، حسب الإحصاء العام للسكن والسكنى لسنة 2014.

## معرض الصور

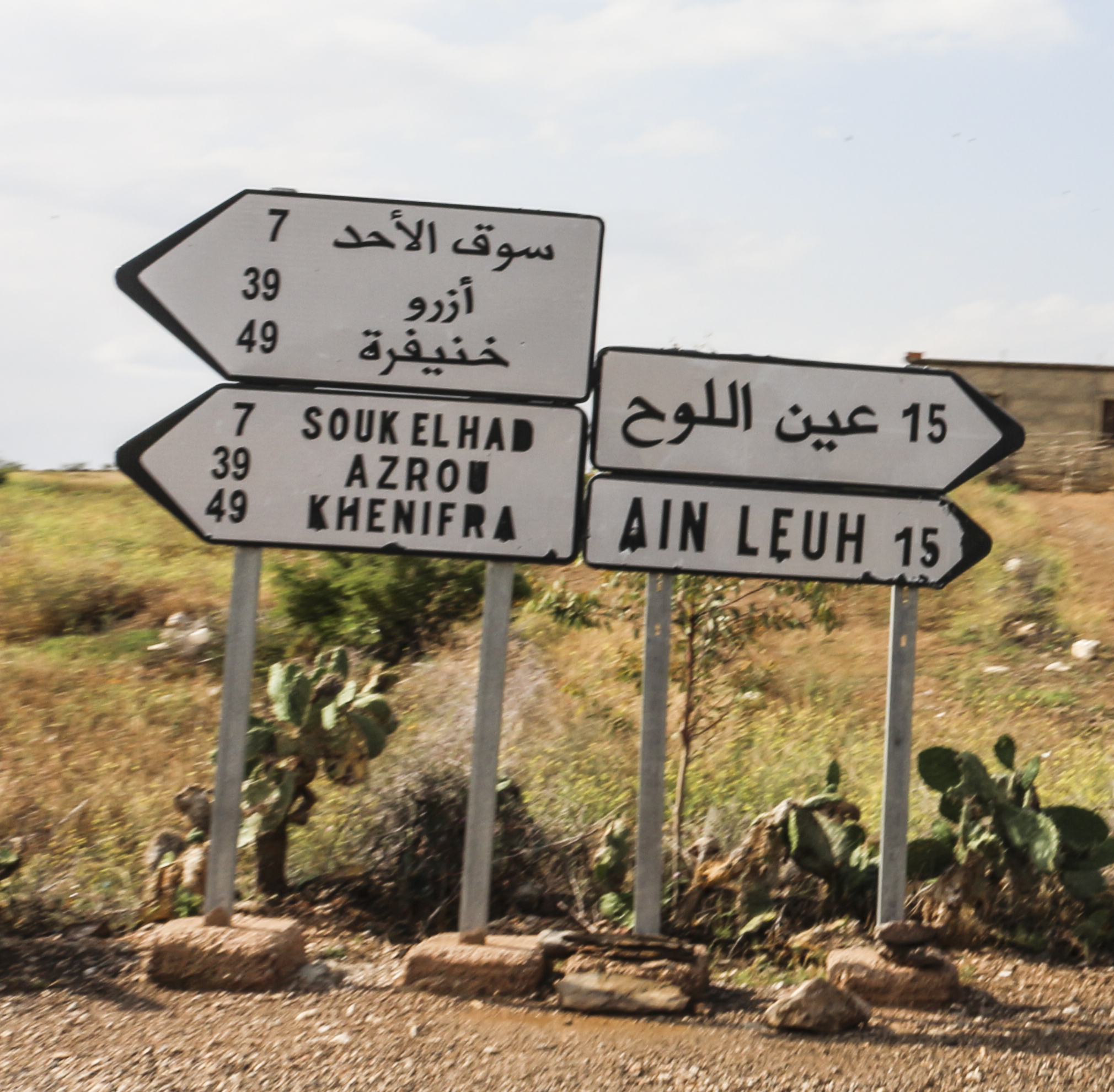
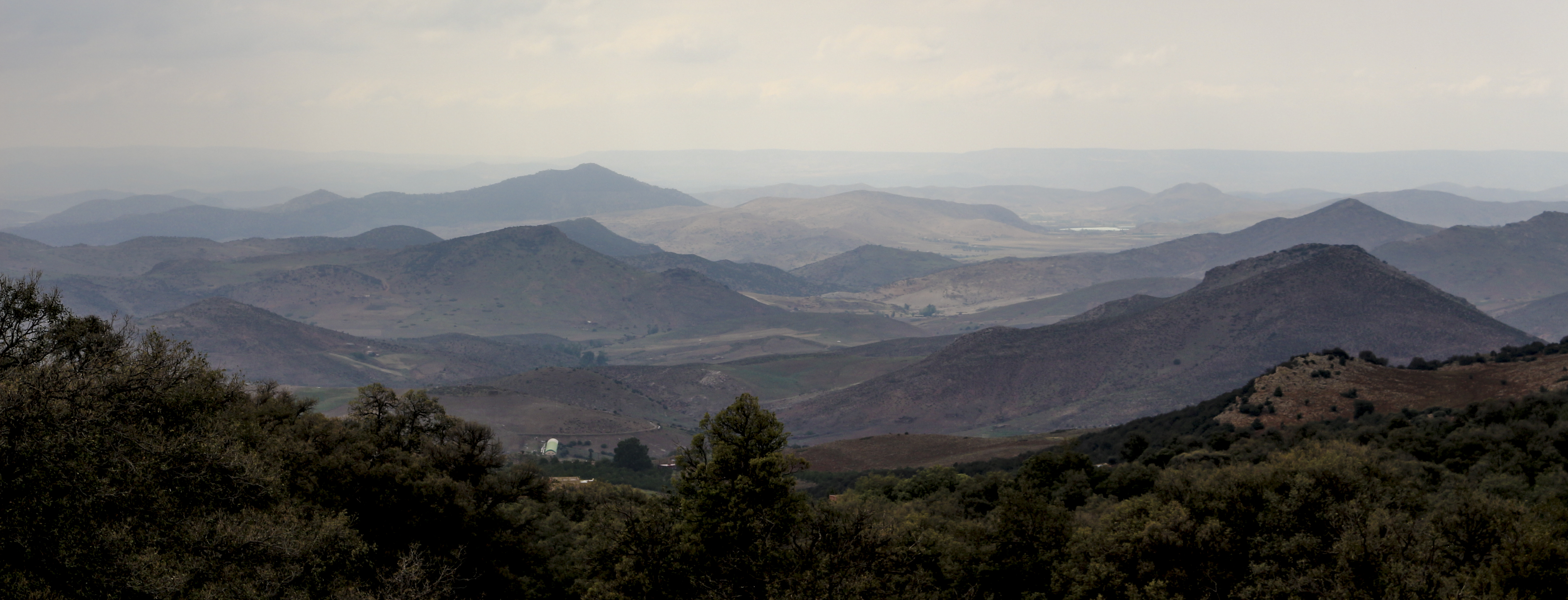
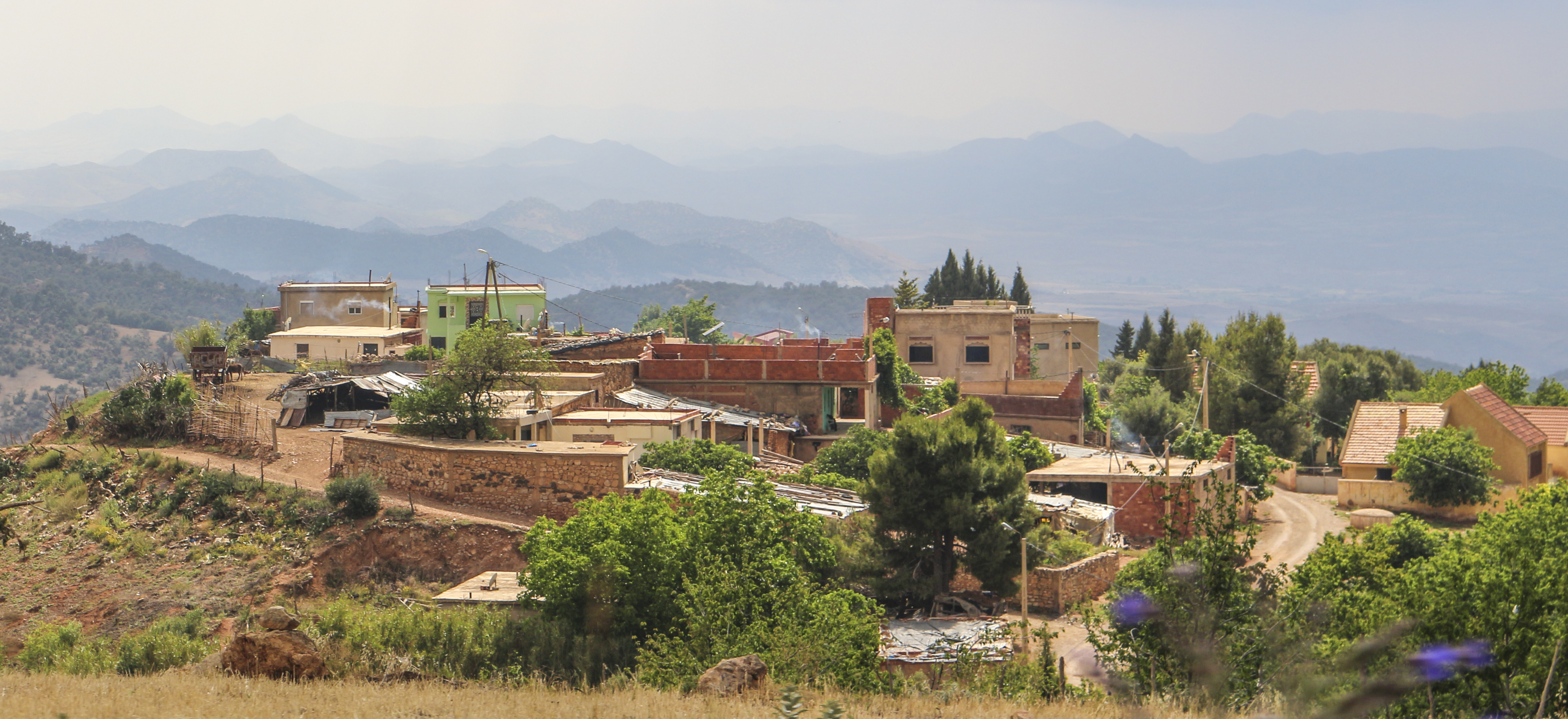
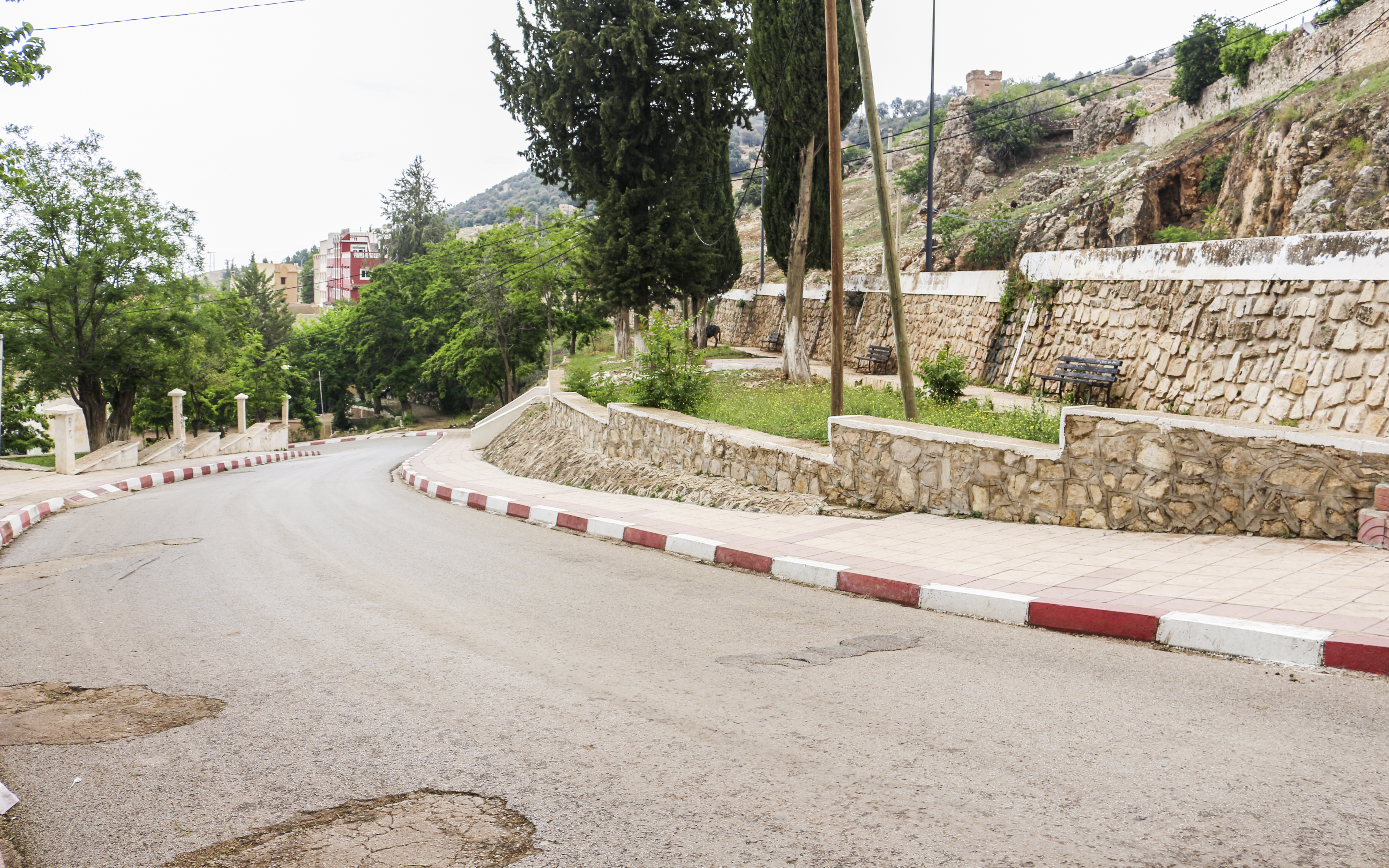
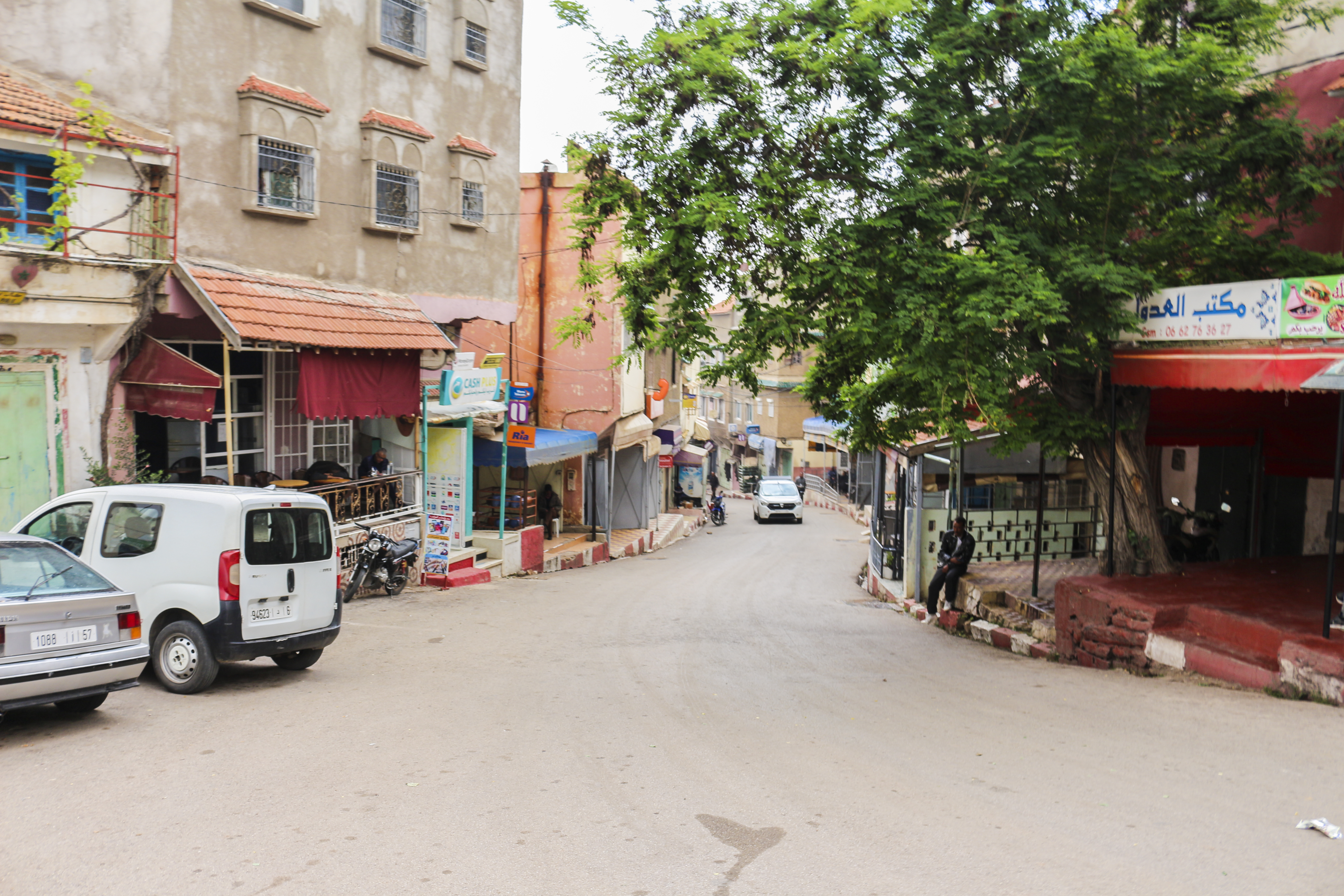
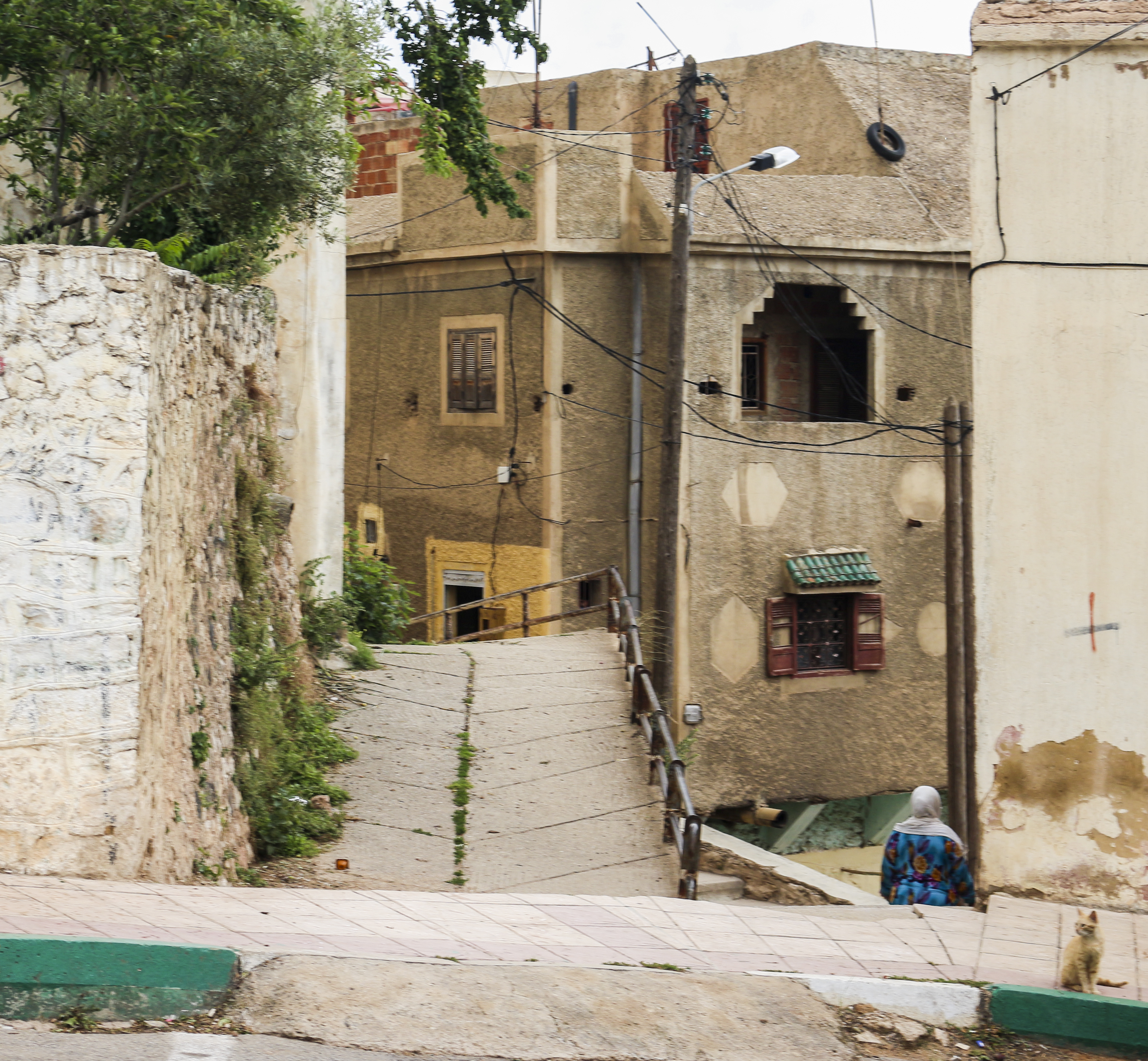
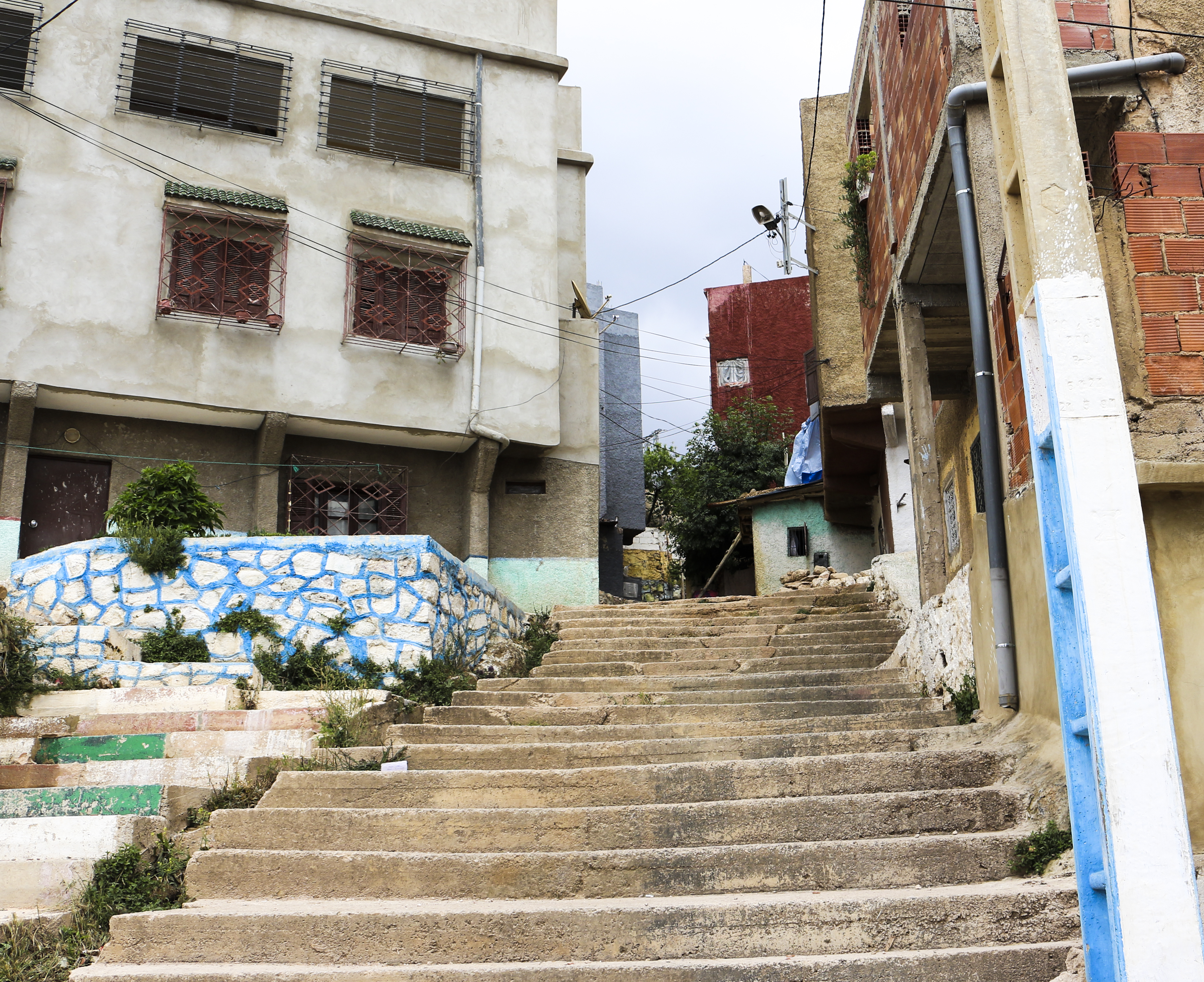
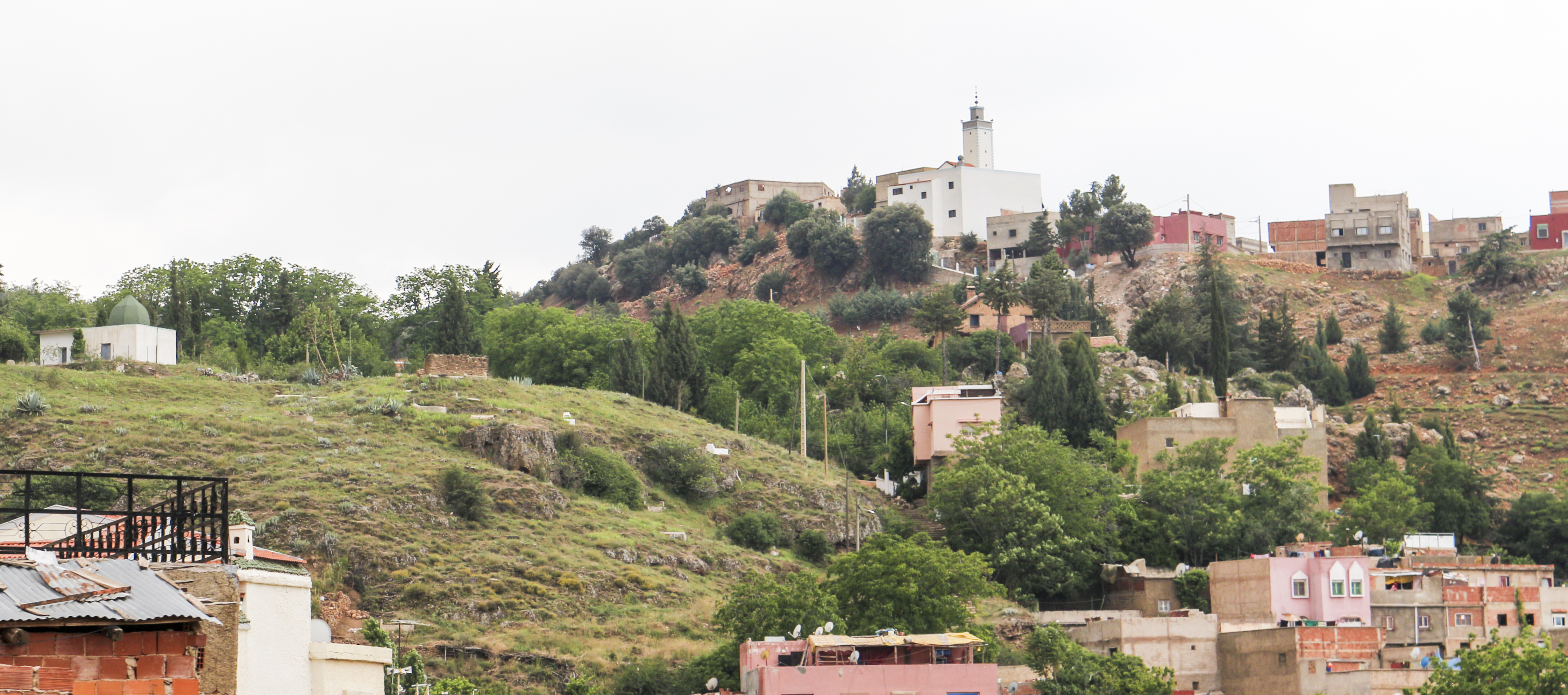
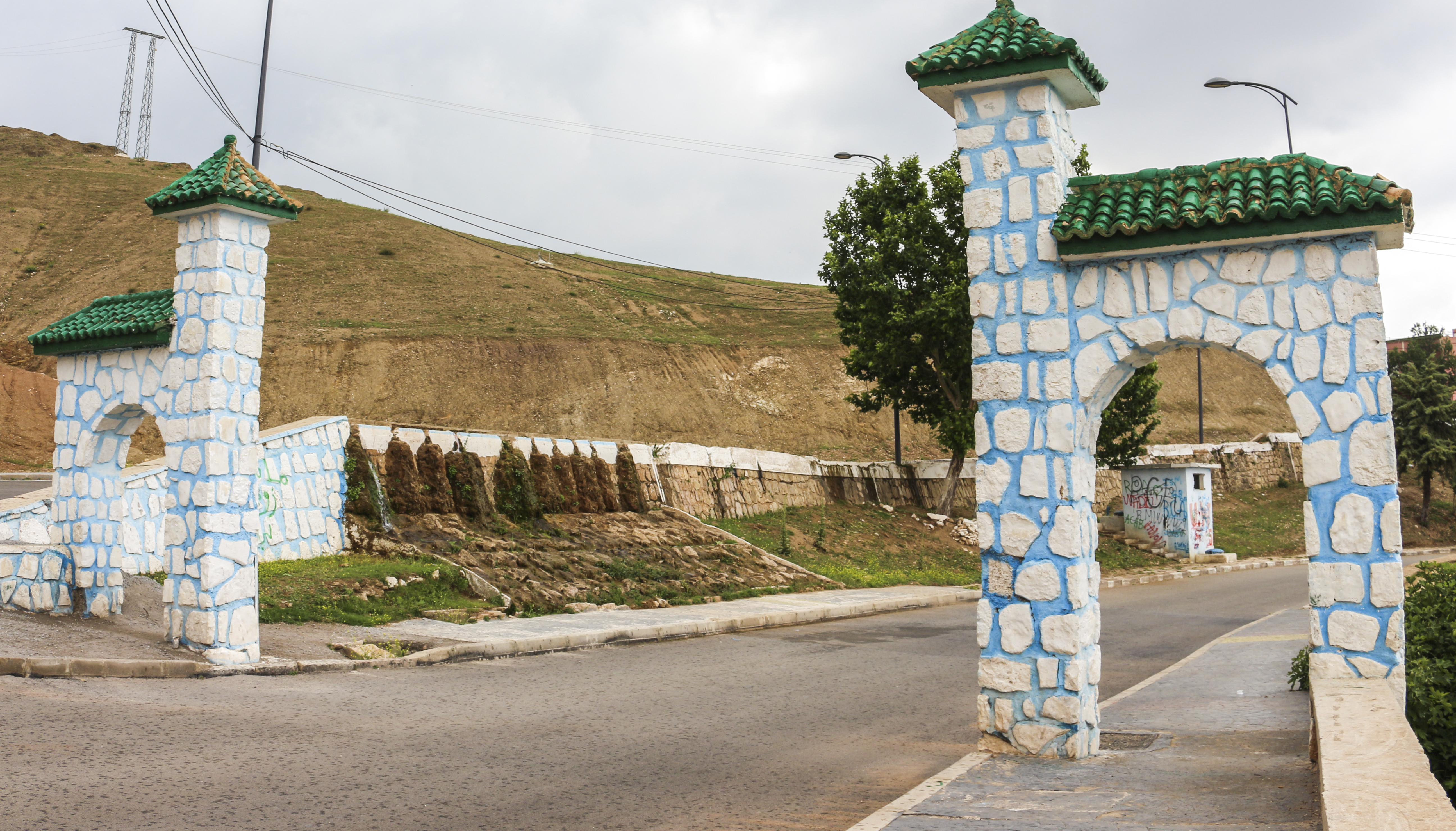
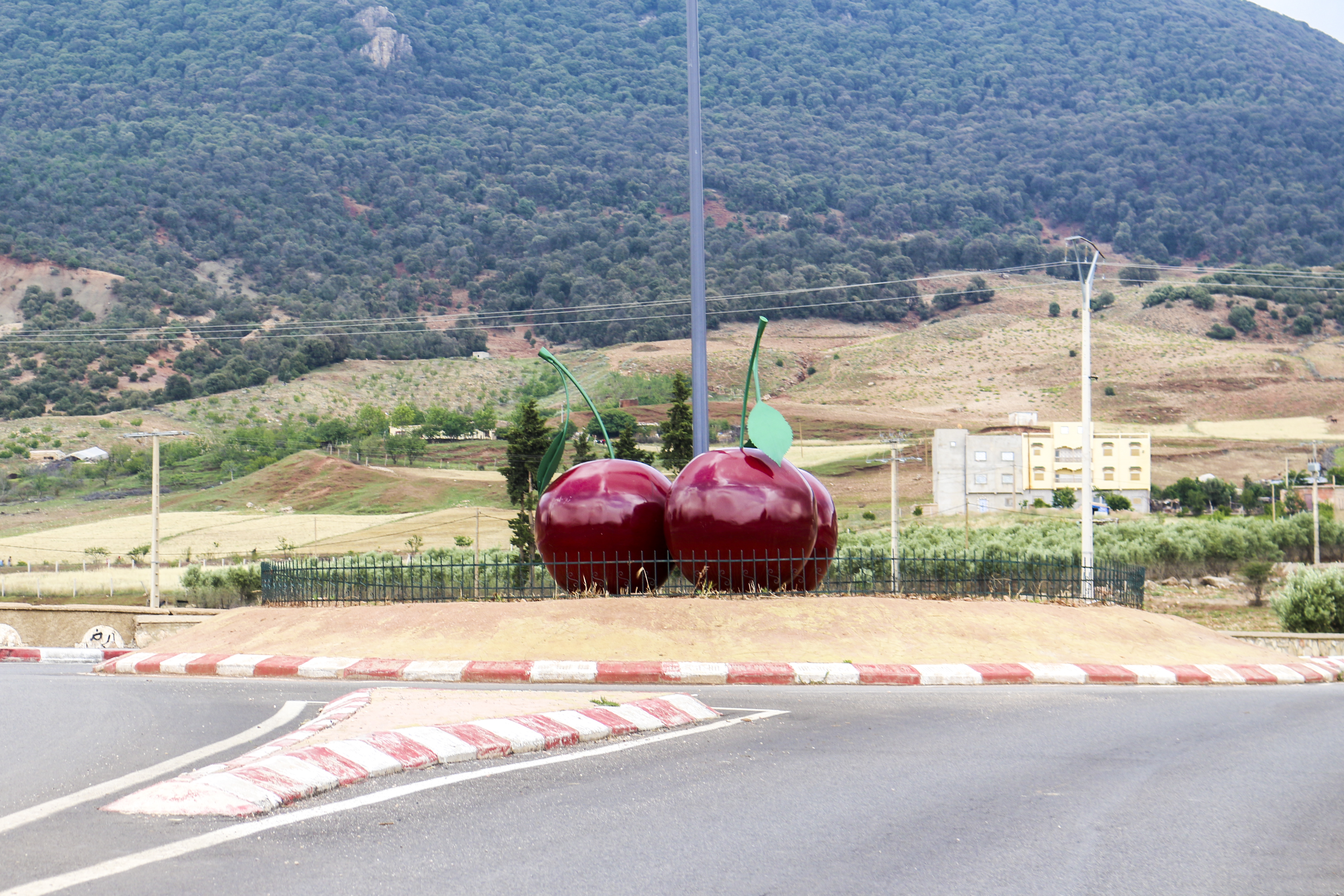
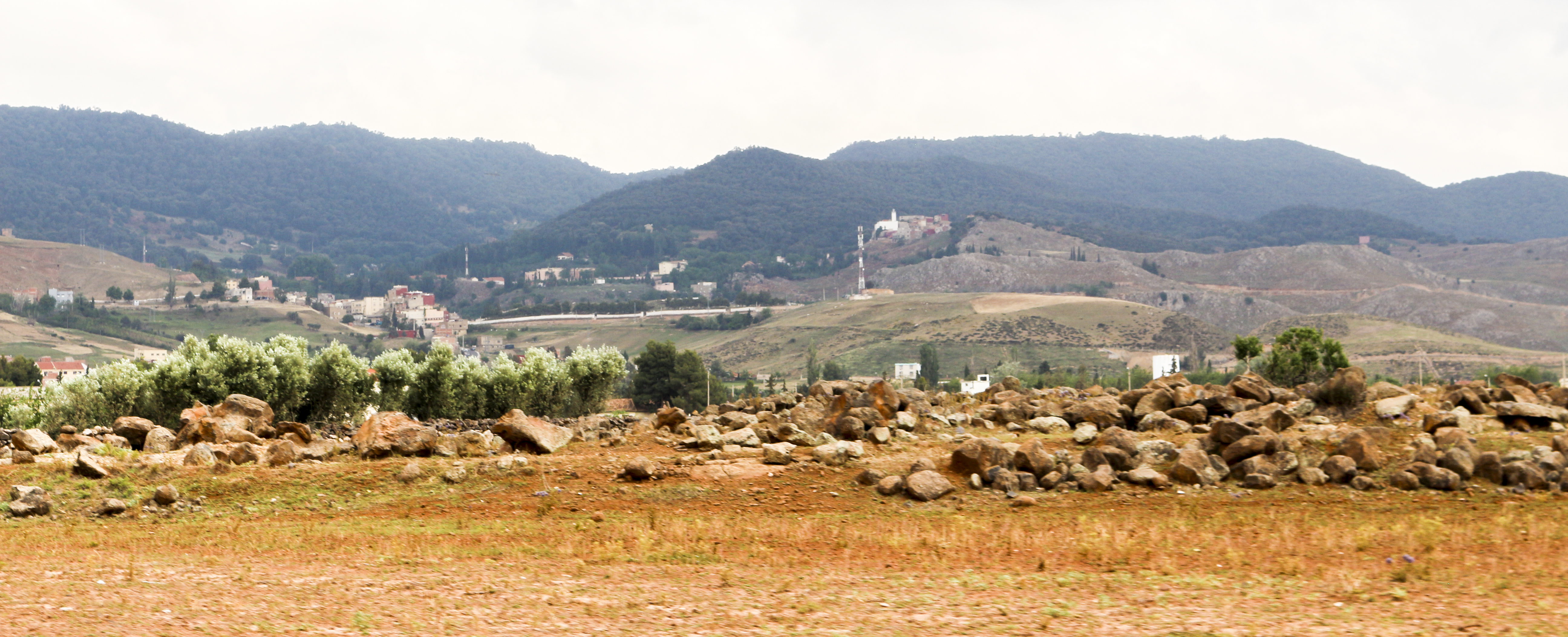
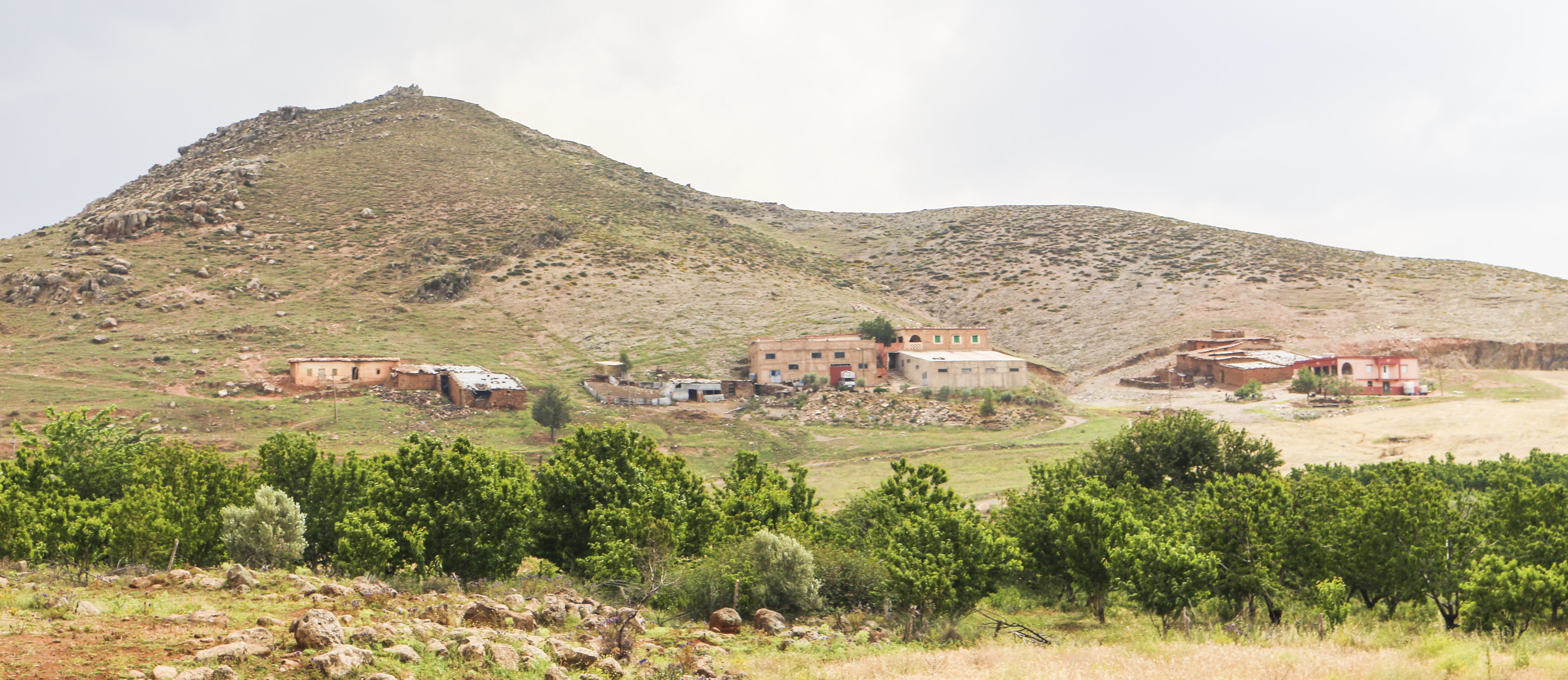

## دواوير الجماعة[4]
| اسم الدوار             | عدد سكان الدوار | المشيخة  | النوع     |
| ---------------------- | --------------- | -------- | --------- |
| أيت يشو اعلي           | 640             | إحضران   | دوار مجمع |
| ايت بغا                | 287             | إحضران   | دوار مشتت |
| أيت علي                | 269             | إحضران   | دوار مشتت |
| أيت داود               | 419             | آيت عزوز | دوار مشتت |
| ايت بن اعمر            | 414             | آيت عزوز | دوار مشتت |
| أيت موسى               | 1 233           | أيت موسى | دوار مجزأ |
| توفصطلت                | 874             | إعسامن   | دوار مجمع |
| تاكونيت أيت شعو أويوسف | 542             | إعسامن   | دوار مجمع |
| أيت بوخشان             | X               | إعسامن   | دوار مجمع |